# SN 2005lx
SN 2005lx – supernowa typu II odkryta 19 grudnia 2005 roku w galaktyce IC 221. W momencie odkrycia miała maksymalną jasność 18,10m.